# Os Óculos do Vovô
Os Óculos do Vovô é um curta-metragem mudo brasileiro do gênero comédia, dirigido por Francisco Santos em 1913. Produzido pela Guarany Fábrica de Fitas Cinematográficas, com seu lançamento sendo em 1.º de maio de 1913, é considerado o filme de ficção brasileiro mais antigo com fragmentos ainda preservados.
Em dezembro de 2019, o curta entrou para a lista dos 100 melhores curtas-metragens brasileiros feito pela Associação Brasileira de Críticos de Cinema (ABRACCINE).

## Enredo
Um menino danado quebra o vaso de sua mãe, o que a deixa furiosa e a faz tentar bater nele. O menino, esperto, corre para os braços do avô, que não deixa a mãe bater nele.
Porém, o avô se assusta ao ver que não consegue mais enxergar nada e pede ao filho, pai do menino, que chame o Doutor Silveira. Na verdade, descobre-se que ele não era cego, mas sim que seus óculos foram pintados pelo neto travesso.

## Elenco
- Francisco Santos como Avô
- Jorge Diniz como Alberto Silva (Pai)
- Graziela Diniz como Mãe
- Mário Ferreira dos Santos como Neto
- Oscar Araújo como Doutor Silveira

## Produção
O curta foi produzido pela Guarany Fábrica de Fitas Cinematográficas em 1913, na cidade de Pelotas. O local escolhido foi o Parque Souza Soares. O diretor foi Francisco Santos, que também roteirizou e interpretou o personagem "avô". O neto foi interpretado por Mário Ferreira dos Santos. Foram resgatados apenas 4 minutos e 34 segundos da obra, que originalmente possuía 15 minutos, dividido em duas partes.

## Redescoberta
O curta foi considerado perdido durante anos, até que nos anos 70, Michael Antônio Jesus Pfeil, um pesquisador, identificou uma cópia em São Paulo, em poder de Yolanda l'Huillier, neta de Francisco Santos. O material foi recuperado na Escola de Comunicações e Artes da USP e teve adicionada uma trilha sonora própria.

## Lançamento
O curta foi originalmente lançado em 1 de maio de 1913 no Coliseu Santa Mariense, em Santa Maria. Em 2009, após sua restauração, foi exibido no Festival de Gramado.